# Inge Ipenburg
Ingrid (Inge) Ipenburg (Deventer, 24 april 1957) is een Nederlandse schrijfster en actrice, voornamelijk bekend door haar rol als Martine Hafkamp in Goede tijden, slechte tijden. Ze is eveneens bekend door haar rol als Sophie Noordermeer in Westenwind en als Gon de Swaan in Drie recht, één averecht. In 2014 debuteerde zij als schrijfster met de thriller 'Het gerecht'.

## Carrière
Na de middelbare school volgde Ipenburg de Academie voor Kleinkunst, waar ze in 1979 haar diploma behaalde. Tijdens haar opleiding speelde ze in de bekroonde kindervoorstelling Pinokkio, onder regie van Cor Poelman. Niet veel later speelde ze mee in het door Bernice Adams geregisseerde toneelstuk Rose T.. Met haar diploma op zak verbond Ipenburg zich voor drie jaar aan Pim Peters Theaterproductie, waar zij muzikale producties verzorgde voor scholieren in Nederland en België. In de zomer van 1983 spSindseelde ze samen met Frans Mulder in het toneelstuk Groen gras en geldgebrek, onder regie van onder anderen Willem Nijholt. Medio jaren tachtig had Ipenburg een rol in de toneelstukken Hoe versier ik (1983-1984), Stuk (1984-1985) en Hoofdstuk Apart (1987-1988). Naast haar toneelcarrière begon zij zich eind jaren tachtig ook te richten op televisie en film. Ze was regelmatig te zien met een gastrol in de VARA-komedie Zeg 'ns Aaa. Na een kleine rol in de speelfilm Amsterdamned bemachtigde ze in 1988 een hoofdrol in Drie recht, één averecht. 
In het voorjaar van 1990 gaf Ipenburg gestalte aan het personage Isabel Schapers in een tweetal afleveringen van de ziekenhuisserie Medisch Centrum West. In de zomer van dat jaar werd haar door Harry Klooster gevraagd of zij voor enkele maanden de rol van Martine Hafkamp zou willen spelen in de soap Goede tijden, slechte tijden. Voor het eerst in Europa zou er een dagelijkse soapserie op de buis komen. Tussen 1990 en 1992 keerde het personage Hafkamp met regelmaat terug in de soap, om tussen 1992 en 1994 een hoofdrol te gaan vervullen.
Daarna bleef het lange tijd stil rondom Ipenburg, tot zij in 1998 een gastrol vervulde in de RTL-komedie Het Zonnetje in Huis. In het najaar van 1998 werd zij benaderd voor de 'dure soap' Westenwind, waar zij tussen 1999 en 2002 in 123 afleveringen de rol van Sophie Noordermeer zou vervullen. De opnamen waren eind 2001 voltooid, maar de serie bleef tot begin 2003 op de buis. In die tussentijd verhuisde Ipenburg naar Londen. Het was Dag Neijzen die haar overhaalde om opnieuw in de huid van Martine Hafkamp te kruipen. Ipenburg vertolkte die rol opnieuw tussen juni 2003 en maart 2005.  
In de zomer van 2005 werd Ipenburg gevraagd voor het programma NSE Nieuws van Talpa. Samen met Harmke Pijpers presenteerde zij afwisselend het amusementsnieuws. Het programma werd een regelrechte flop en Ipenburg trok zich terug. De laatste jaren heeft Ipenburg tot driemaal toe meegespeeld in een sinterklaasfilm van regisseur Martijn van Nellestijn. Telkens gaf ze gestalte aan het personage Diana Dakjes. Naast haar rol van Diana zou ze in 2009 een hoofdrol spelen in Supermodel de Musical met onder anderen Bettina Holwerda. De musical werd echter stopgezet wegens teleurstellende kaartverkoop.
Ook was zij de regisseur van de zevendelige luisterboeken serie (Storytel) van Harry Potter (geschreven door J.K. Rowling), voorgelezen door Jouman Fattal.
Ipenburg was in 2007 een van de deelnemers van het AVRO-programma Wie is de Mol?, waar zij ontmaskerd zou worden als De Mol, en eind 2011 was zij een van de deelnemers van de remake van het televisieprogramma Fort Boyard. In 2013 is ze een van de 12 kandidaten in het AVRO-avonturenprogramma Atlas.
Ipenburg keerde in maart 2017 terug als Martine Hafkamp in Goede tijden, slechte tijden.

## Filmografie

### Televisie
Hoofdrollen:
- Drie recht, één averecht - Gon de Swaan (1988)
- Goede tijden, slechte tijden - Martine Hafkamp alias Maddy Everest (1990–1991 • 1992-1994 • 1998 • 2003-2005 • 2017) (1091) afl.)
- Westenwind - Sophie Noordermeer (1999-2002)
- Celblok H - Alexandra 'Lex' Holt (2014)

Gastrollen:
- Zeg 'ns Aaa - Zuster (1983-1987)
- Medisch Centrum West - Isabel Schapers (Afl. De belofte/De oplossing, 1990)
- Villa Borghese - Therapeute Letta (1991)
- M'n dochter en ik - Pam (1995)
- Het Zonnetje in Huis - Saskia (Afl. Rust niet voor de gruweldaad, 1998)
- Wild West - Vrouw (2002, Britse productie)
- Feuten - Monique de Graaf (2010)
- De regels van Floor - Vrouw met de hond (2018)

Spelprogramma's
- Dancing with the Stars - 2005
- Wie is de Mol? - 2007 -  De mol
- Fort Boyard - 2011
- Atlas - 2013
- Het perfecte plaatje - 2022

Presentatie
- Droomland - 1995, RTL 5
- Het Liefdesnest (onderdeel van Call TV) - 1995/1996, Veronica
- Geld Ligt op Straat - 1996, RTL 4
- Van het Land - 1997, RTL 4
- NSE Nieuws (entertainmentnieuws) - 2005, Talpa

### Theater
- Hoe versier ik een Stuk (1984)
- Stepping Out (1986)
- Een Hoofdstuk Apart - Marion van Herweijnen (1987-1988)
- De Jantjes - Bleke Doortje (1998)  (understudy Leontine Ruiters)
- Piaff - o.a. Marlene Dietrich (2000)
- Tel uit je winst - Carla Vermeulen (2002-2003)
- Supermodel de Musical - Donna (2009)
- The Sound of Music - Barones Elsa Schräder (2009-2010)
- de Tovenaar van Oz (Hofplein productie) (2011-2012)
- De Vagina Monologen (2013, 2014)

### Film
- 1988 Amsterdamned - Grachtengids
- 2001 Atlantis: De Verzonken Stad - Helga (stem)
- 2004 Feestje! - Zuster
- 2008 Sinterklaas en het Geheim van het Grote Boek - Diana Dakjes
- 2009 Limo - Ina Ribbel
- 2009 Sinterklaas en de Verdwenen Pakjesboot - Diana Dakjes
- 2010 Sinterklaas en het Pakjes Mysterie - Diana Dakjes
- 2011 Sinterklaas en het Raadsel van 5 December - Diana Dakjes
- 2011 Kip! - Anna (korte film)
- 2012 Joris en Boris en het Geheim van de Tempel - Tante
- 2017 Pestkop - Linda

### Boeken
- Het gerecht (2014)
- Een schitterend ongeluk (2015)
- Siciliaanse kronieken 1: Moordenaars storm (2019)
- Siciliaanse kronieken 2: De mannen vallen (2019)